# Vladimir Šipčić
 (juillet 2024).
Si vous disposez d'ouvrages ou d'articles de référence ou si vous connaissez des sites web de qualité traitant du thème abordé ici, merci de compléter l'article en donnant les références utiles à sa vérifiabilité et en les liant à la section « Notes et références ».
Vladimir Šipčić (né le 14 janvier 1924 à Žabljak et 29 juillet 1957 à Prijepolje) est un héros populaire serbe.

## Biographie

### Enfance et formation
Il est né en janvier 1924 dans le village de Mala Crna Gora.

### Carrière militaire
Il fut enrôlé à 18 ans dans l'Armée royale yougoslave, à la caserne de Pljevlja, pour combattre dans les sections d'infanterie de montagne, dans la région de Foča.

### Seconde Guerre mondiale
Enrôlé dans l'Armée royale yougoslave en 1941, il combattit avec les sections monténégrines jusqu’à l'anéantissement de l'armée fin 1941. Il rejoint alors les restes de l'Armée royale qui se constitua en maquis, pour lutter contre l'occupant allemand et italien, mais également contre les forces croates fascistes oustachis et contre les communistes sous le principal commandement du général Draža Mihajlović, dit « Draža ».
Ayant incorporé l'Armée royale yougoslave en 1941, il rejoint alors fin 1941 les groupes de Četnik pour continuer à se battre contre l'envahisseur allemand et ses alliés : Bulgares, troupes bosniaques et croates de la 13e Waffen-Gebirgs-Division des SS Handschar (dénommée kroatische Nummer 1, mais presque entièrement composée de musulmans bosniaques).
Parallèlement, Tito, un communiste croate, organise à son tour un mouvement de résistance ; ses soldats s'appellent les partisans. 
En 1943, Winston Churchill décide de diminuer son soutien aux maquisards restés fidèles au roi Pierre II de Serbie et à son gouvernement de Londres, pour finalement soutenir les Partisans Communistes. Cette action de Churchill est décidé à la suite de l'avancée rapide des troupes soviétiques sur les fronts Nord et Est. Cependant, les partisans de Tito entreprirent également de se battre contre les groupes restés fidèles au roi de Yougoslavie.
En 1944, il devient l'un des plus jeunes commandants de corps des Tchetniks. Il sera également pourchassé par des unités de la division Prince Eugène (Handschar Division de Sarajevo), sans succès.
Les Partisans libèrent le pays et les communistes renversent la monarchie en l'absence du roi qui s'est réfugié à Londres au début de la guerre. Le nouvel État issu de la Résistance s'attelle aussi à régler le problème des prétendus collaborateurs tchetniks "Četniks". Plus de 8 000 tchetniks rendirent les armes fin 1944 dans la région de Foča, ils devaient être transférés par trains vers Sarajevo, mais furent débarqués et exécutés à 30 kilomètres de Foča. Vladimir Šipčić ayant eu vent de ce massacre décide de continuer à se battre contre le nouvel État en organisant son bataillon. Ses hommes et lui furent alors pourchassés par la MUP (Police secrète Yougoslave) et l'Armée régulière, les obligeant à se cacher dans les profonds canyons de Bosnie et du Monténégro.

### Après la Seconde Guerre mondiale
Après la guerre, il devint l'un des principaux adversaires du régime du président Josip Broz Tito, qui allait en faire son ennemi no 1 à partir de 1953.

### Exécution
Son bataillon reste actif de 1945 jusqu'en 1957, soit 12 ans après la fin de la guerre, tandis qu'une grande partie de l'armée royaliste serbe s'exile alors à Chicago ; de son côté, le roi Pierre II se réfugie à Londres dès le début de la guerre.
En 1951, un rapport déclassifié de la CIA fait référence à Vladimir Šipčić et Bozo Bjelica comme chef des mouvements de résistance anti-communiste, et responsable notamment de la mort à Novi Pazar d'un haut représentant du parti, Marinko Golubovic. 
En 1956, le bilan est lourd, sur les 220 hommes qui constituaient l'effectif initial de son bataillon, il n'en reste plus que trois qui persistent à mener des actions ponctuelles de guérilla, le reste des hommes s'étant fait tuer au fil du temps. Les principaux hommes à se battre alors sont : Bozo Bjelica, Srpsko Medenica et Vladimir Šipčić. Les deux premiers seront abattus par la MUP à la suite de dénonciations. 
En 1957 la Police déclara que Vladimir avait été abattu avec sa compagne au Monténégro près de la ville de Bijelo Polje alors qu'il tentait de s'exiler au Canada. Leurs corps auraient été enterrés sans sépulture et la MUP n'autorise pas les familles à connaitre l'endroit où ils avaient été enterrés.
Aucun corps ne fut exhibé, contrairement à l'accoutumée, aucune photo ne fut diffusée de la dépouille du Tchetnik mort.
Il s’avère que dans les années 1980 la communauté de Zabljak reçut une carte postale d’Amérique du Sud ayant suscité beaucoup de remous car signée de la main de VLADIMIR.
Un mystère épais reste donc encore présent sur cette prétendue exécution, peu probable pour certains, malgré la déclassification des dossiers qui ne stipule en effet aucun fait probant prouvant le décès du maquisard.

### Vie de famille
Vladimir Šipčić avait quatre frères et une sœur (Mihailo, žarko, Simo et Radoje, ainsi que leur sœur Vidosava).

## Postérité

### Réhabilitation
Sous le régime de Tito, la famille de Vladimir Šipčić put vivre; mais un système fondé sur la dénonciation s'était mis en place, qui visait à faire bénéficier d'avantages les personnes qui donneraient des informations sur Vladimir. Ainsi, de nombreux proches des Šipčić espionnèrent les allées et venues de la mère de Vlado, n'hésitant pas à appeler l’Administration pour la Sécurité de l'État (UDBA) qui faute de trouver quoi que ce soit, confisquait alors les biens et la nourriture, laissant cette femme et ses enfants sans ressources. Mais les temps changèrent, et la dislocation de la Yougoslavie fit que le voile communiste commença à tomber, quelques Nationalistes commençant alors à manifester leur soutien et leur admiration des troupes royalistes et de leurs héros dont le plus célèbre restera Draža Mihailović. Vladimir Šipčić, considéré comme un ennemi du peuple et du Parti, devint à partir de 1992 dans la Serbie nationaliste de Slobodan Milosevic un héros populaire, chanté et écrit. En 2003, la MUP du Monténégro permit finalement l'ouverture d'une partie du dossier "Vlado", mais elle ne divulgue toujours pas l'emplacement des corps.